# وادي أبو حضير
وادي أبو حضير وادٍ في شرق قضاء السلمان في محافظة المثنى بمنطقة الوديان السفلى، بالبادية العراقية في جنوب العراق. يُعد حوض وادي أبو حضير( أبو حَضِيرْ) أكبر الأحواض مساحة في المنطقة تقع اجزاء كبيرة من حوضه ضمن منطقة الوديان السفلى والحجارة ويجري من الجنوب الغربي إلى الشمال الشرقي، يحتل مساحات كبيرة من وسط بادية السلمان، وينتهي الحوض في مروحة فيضية عند مصبه في الجزء الشمالي من منخفض الصليبات، ويتميز حوضه بالجفاف في الوقت الحاضر ولا تجري فيه المياه إلا عقب سقوط الأمطار بصورة غزيرة، ويبعد مصبه عن مدينة البطحاء (29كم) وعن مدينة ( أور) التاريخية (45كم)، يحد حوض وادي أبو حضير من جهة الشمال أحواض وديان (الاشعلي، الحسام، الدودان)، أما من جهة الغرب يحده وادي كور الطير، ومن جهة الشرق يحده وادي الكصير.